# Temporada de ciclones del Índico Norte de 2025
La temporada de ciclones del Índico Norte de 2025 es un evento actual en el ciclo anual de formación de ciclones tropicales. La temporada no tiene, exactamente, fecha de inicio y finalización, aunque los ciclones tienden a formarse entre marzo y diciembre, con mayor incidencia entre abril y noviembre. Estas fechas convencionalmente delimitan el período de cada año cuando la mayoría de los ciclones tropicales se forman en el norte del océano Índico. El Centro Meteorológico Regional Especializado en esta cuenca es el Departamento Meteorológico de la India (IMD), mientras que el Centro Conjunto de Advertencia de Tifones emite avisos no oficiales. En promedio, de tres a cuatro tormentas ciclónicas se forman en cada estación.

## Ciclones tropicales

### Depresión ARB 01
El 21 de mayo de 2025, una perturbación tropical denominada Invest 93A se formó en el mar Arábigo, cerca de la costa oeste de la India, aproximadamente a 165 millas náuticas (306 km) al sur-suroeste de Bombay. Las condiciones ambientales favorables, como las cálidas temperaturas superficiales del mar y la moderada cizalladura del viento, permitieron que el sistema se consolidara gradualmente. El Departamento Meteorológico de la India (IMD) pronosticó su intensificación hasta convertirse en una tormenta ciclónica en un plazo de dos a tres días, lo que provocó alertas meteorológicas naranjas y amarillas en las costas de Konkan y Gujarat, así como alertas generalizadas de lluvia en Kerala. Este sistema marcó el inicio de la actividad ciclónica tropical en la cuenca norte del océano Índico para la temporada de 2025.
Bajo la influencia de la perturbación tropical, a las 05:30 IST del 22 de mayo se formó un área de baja presión sobre el este del mar Arábigo, frente a las costas del sur de Konkan y Goa. A las 05:30 IST del 23 de mayo, se convirtió en un área de baja presión bien marcada frente a la costa sur de Konkan y persistió sobre la misma región a las 08:30 IST. El sistema se organizó en una depresión a las 05:30 IST del 24 de mayo a unos 40 km al noroeste de Ratnagiri. Durante las siguientes 6 horas, la depresión avanzó lentamente hacia el este a una velocidad de 5 km/h y, entre las 11:30 y las 12:30 IST, tocó tierra, cruzando la costa sur de Konkan, cerca de Ratnagiri. La velocidad máxima sostenida del viento en ese momento era de 25 nudos (46 km/h), con ráfagas de hasta 35 nudos (65 km/h). Avanzando hacia el este a una velocidad de 18 km/h, el sistema se encontraba a 40 km al noroeste de Sangli, a 140 km al este de Ratnagiri y a 100 km al este-suroeste de Satara a las 17:30 IST. A las 05:30 IST del 25 de mayo, el sistema se había debilitado hasta convertirse en un área de baja presión bien marcada sobre el sur de Madhya Maharastra y las regiones adyacentes de Marathwada y Karnataka, persistiendo sobre la misma región a las 08:30 IST.

### Depresión profunda BOB 01
Un área de baja presión se formó sobre el noroeste de la Bahía de Bengala, frente a la costa de Odisha, a las 08:30 IST del 27 de mayo. Las condiciones ambientales favorables, como las cálidas temperaturas superficiales del mar, la moderada cizalladura vertical del viento sobre el sistema y la presencia de aire cálido sobre el Ganges, Bengala Occidental y Bangladesh, permitieron que se consolidara gradualmente. Sin embargo, la fuerte cizalladura del viento en la región, debida al avance del monzón del suroeste y la falta de tiempo en el mar antes de tocar tierra, limitaron su intensificación. Se intensificó a las 05:30 IST del 28 de mayo y persistió en la misma región. A las 05:30 IST del 29 de mayo, el sistema se fusionó en una depresión cerca de las costas de Bengala Occidental y Bangladesh. Posteriormente, la depresión se desplazó casi hacia el norte y a las 08:30 IST del mismo día se intensificó hasta convertirse en una depresión profunda. Durante las siguientes 6 horas, el sistema continuó avanzando casi hacia el norte y tocó tierra en la costa de Bengala Occidental-Bangladesh, entre la isla de Sagar y Khepupara, cerca de Raidighi. Su velocidad máxima sostenida del viento en ese momento era de 30 nudos (56 km/h), con ráfagas de hasta 40 nudos (74 km/h). Luego siguió rumbo norte-noreste hacia el interior y a las 05:30 IST del 30 de mayo el sistema se había debilitado nuevamente a una depresión sobre Bangladesh. A las 17:30 IST del mismo día, se había degenerado en una baja depresión bien marcada sobre Meghalaya debido a la interacción con un terreno accidentado.
Como resultado del sistema, Noakhali recibió 168 mm (6,6 pulgadas) y Dhaka 88 mm (3,5 pulgadas) de lluvia el 29 de mayo. El mismo día, Calcuta recibió lluvias ligeras a moderadas y Jinjira Bazar recibió 23 mm (0,91 pulgadas) de lluvia en un período desde el mediodía hasta las 20:00 IST. Provocó inundaciones y deslizamientos de tierra que mataron a 55 personas, dejaron 10 desaparecidos y afectaron a 6,1 millones de personas en la India, con 21 muertos en Assam, 12 en Arunachal Pradesh, 6 en Meghalaya y Mizoram, 4 en Manipur, 3 en Sikkim, 2 en Tripura y 1 en Nagaland. En Bangladesh se produjeron cuatro muertes más, dos en Daca y una en Moheshkhali, mientras que otras ocho desaparecieron cuando un pesquero se hundió cerca de Kutubdia. En Moheshkhali y Kutubdia, más de 100 viviendas y tierras de cultivo quedaron inundadas. Otra persona murió al derrumbarse un muro, 11 resultaron heridas por la caída de un rayo, más de 1.400 casas resultaron dañadas y se observaron 53 deslizamientos de tierra en 33 campos de refugiados rohingya. El sistema también trajo fuertes lluvias y vientos a Myanmar. Como resultado, 26 viviendas quedaron destruidas y otras 22 resultaron dañadas en los municipios de Yegyi y Dedaye.

### Depresión BOB 02/LAND 03
El 14 de julio de 2025, una circulación previamente marcada como una baja bien definida se consolidó en una depresión mientras estaba sobre Bengala Occidental, cerca de Bangladesh, a las 06:00 UTC, según el IMD. Se debilitó hasta un mínimo bien definido el 16 de julio. Al día siguiente se intensificó nuevamente y se convirtió en depresión.

### Depresión LAND 01
El 15 de julio, una zona de baja presión sobre partes del norte de Rajastán se concentró en una depresión.

## Nombre de los ciclones tropicales
Dentro de esta cuenca, a un ciclón tropical se le asigna un nombre cuando se estima que ha alcanzado la intensidad de Tormenta Ciclónica con vientos de 65 km/h (40 mph). Los nombres fueron seleccionados por una nueva lista del Centro Meteorológico Regional Especializado en Nueva Delhi a mediados del año 2020. No hay retiro de nombres de ciclones tropicales en esta cuenca ya que la lista de nombres solo está programada para usarse una vez antes de una nueva lista de nombres se redacta. Si un ciclón tropical con nombre se traslada a la cuenca desde el Pacífico Occidental, conservará su nombre original. Los siguientes ocho nombres disponibles de la Lista de nombres de tormentas del Océano Índico Norte se encuentran a continuación.
| - Shakhti (sin usar) - Montha (sin usar) - Senyar (sin usar) - Ditwah (sin usar) | - Arnab (sin usar) - Murasu (sin usar) - Akvan (sin usar) - Kaani (sin usar) |